# Calathea ornata
Calathea ornata là một loài thực vật có hoa trong họ Marantaceae. Loài này được (Linden) Körn. mô tả khoa học đầu tiên năm 1858.

## Hình ảnh

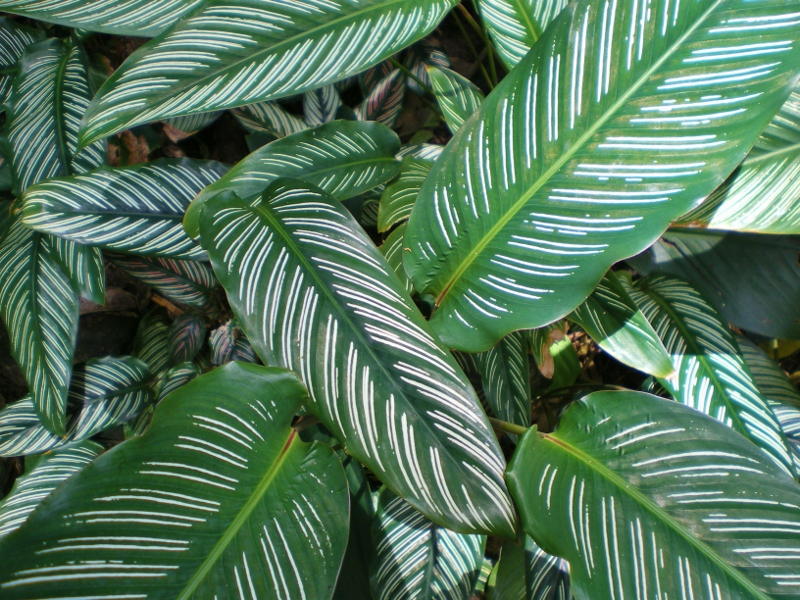
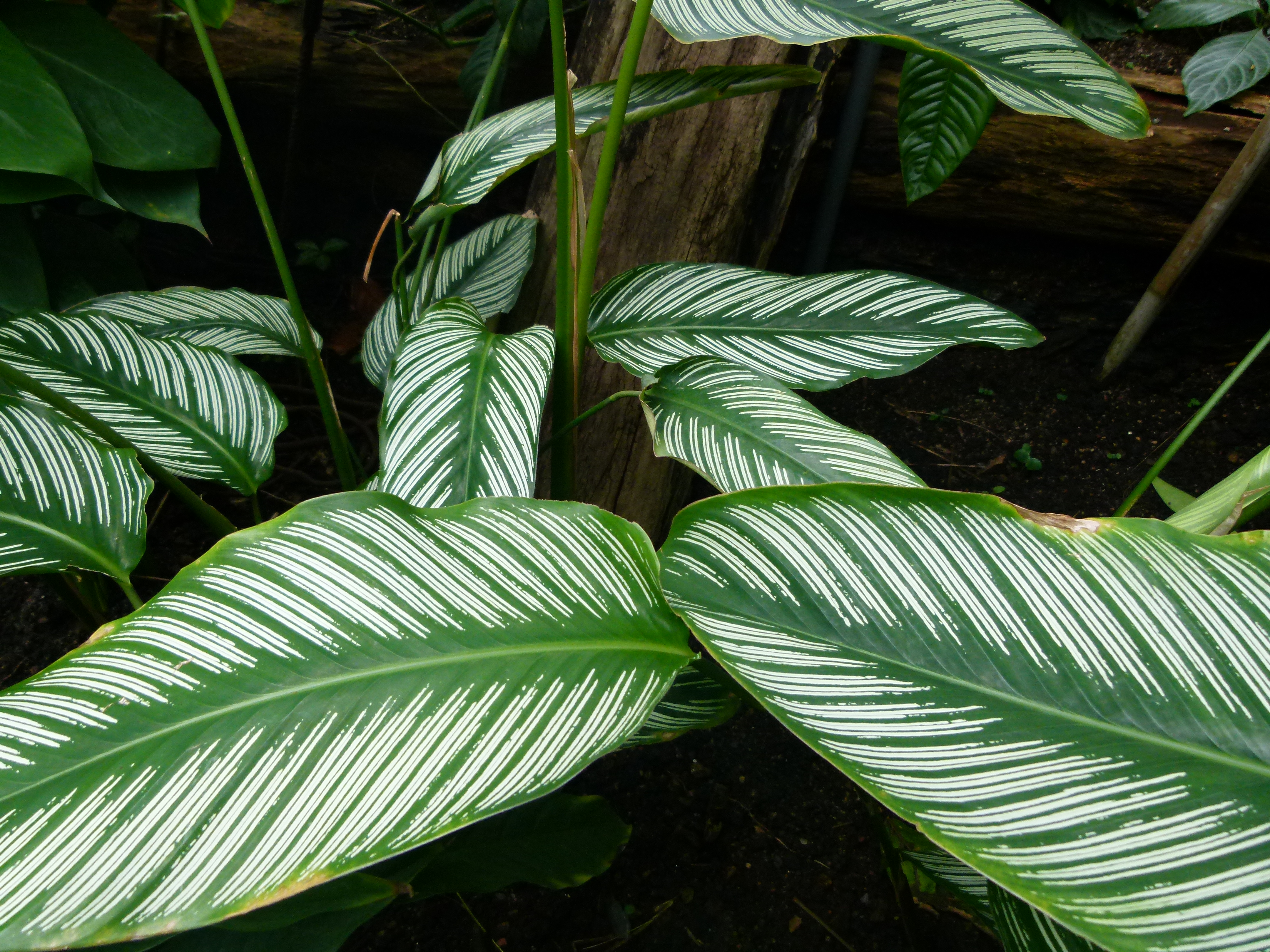